# おとめ座61番星
おとめ座61番星 (61 Virginis) は太陽と似た恒星で、おとめ座にあり地球からは26.9光年離れている。太陽系近傍の恒星としては最も太陽に近い性質を持つとされ、2009年までに3つの太陽系外惑星が発見されている。
| 太陽 | おとめ座61番星 |
| ---- | -------------- |
| 太陽 | Exoplanet      |

## 惑星系

おとめ座61番星系の模式図。惑星dの遥か外側にある紫色の領域に塵円盤がある。

木星型惑星の存在を示すいくつかの根拠があるが、大質量の近接した伴星は存在しないようである。大きな亜恒星天体伴星（木星の20倍から80倍の質量を持つ天体）および木星級惑星を探す試みも行われた。このことから軌道と周期が地球よりやや小さい地球型惑星の存在が期待されていた。
2009年12月25日、アメリカ合衆国のリック天文台とカーネギー研究所の合同チーム「リック・カーネギー系外惑星サーベイチーム」により3つの惑星の発見が発表された。惑星の質量は、最大のもの（おとめ座61番星d）が地球の約25倍、一番小さいもの（おとめ座61番星b）は5倍程度と計算されており、このうち惑星bはスーパーアースの可能性が指摘されている。ただし惑星と恒星の距離が近すぎるため、生命が存在する可能性は低いと見られている。
2010年にはおとめ座61番星から約30AUから100AU離れた位置に塵円盤が存在していることが確認された。この塵円盤はおとめ座61番星を直接観測した際に発見された。塵の大きさは場所によって70、100、160、250、350そして500マイクロメートルほどとされている。この塵円盤は地球に対して77度、傾いている。
| 名称 （恒星に近い順） | 質量          | 軌道長半径 （天文単位） | 公転周期 (日) | 軌道離心率 | 軌道傾斜角 | 半径 |
| --------------------- | ------------- | ----------------------- | ------------- | ---------- | ---------- | ---- |
| b                     | ≥ 5.1±0.5 M⊕  | 0.050201±0.000005       | 4.2150±0.0006 | 0.12±0.11  | —          | —    |
| c                     | ≥ 18.2±1.1 M⊕ | 0.2175±0.0001           | 38.021±0.034  | 0.14±0.06  | —          | —    |
| d                     | ≥ 22.9±2.6 M⊕ | 0.476±0.001             | 123.01±0.55   | 0.35±0.09  | —          | —    |
| 塵円盤                | 30—100 au     | 30—100 au               | 30—100 au     | 30—100 au  | —          | —    |